# Johanna Grund
Johanna Christina Grund, née le 17 juillet 1934 à Breslau et morte le 13 juillet 2017, est une journaliste et femme politique allemande.
Membre des Les Républicains, elle siège au Parlement européen de 1989 à 1994.